# Trappstegsbönerna
Trappstegsbönerna är förberedande böner med karaktär av bot som läses av prästen och ministranten nedanför altarets trappsteg (varav namnet) och inleder mässan i den traditionella romerska liturgin.
Dessa böner börjar med psalmistens ord (Ps. 42/43): Introibo ad altare Dei (Jag skall gå upp till Herrens altare). Sedan följer syndabekännelsen och slutligen några psalmverser, varefter prästen efter Dominus vobiscum (Herren vare med er) träder upp inför altaret. Trappstegsbönerna följs av ingångsantifonen (latin introitus).